# Eucalyptus albens
Eucalyptus albens är en myrtenväxtart som beskrevs av George Bentham. Eucalyptus albens ingår i släktet Eucalyptus och familjen myrtenväxter. Inga underarter finns listade i Catalogue of Life.

## Bildgalleri

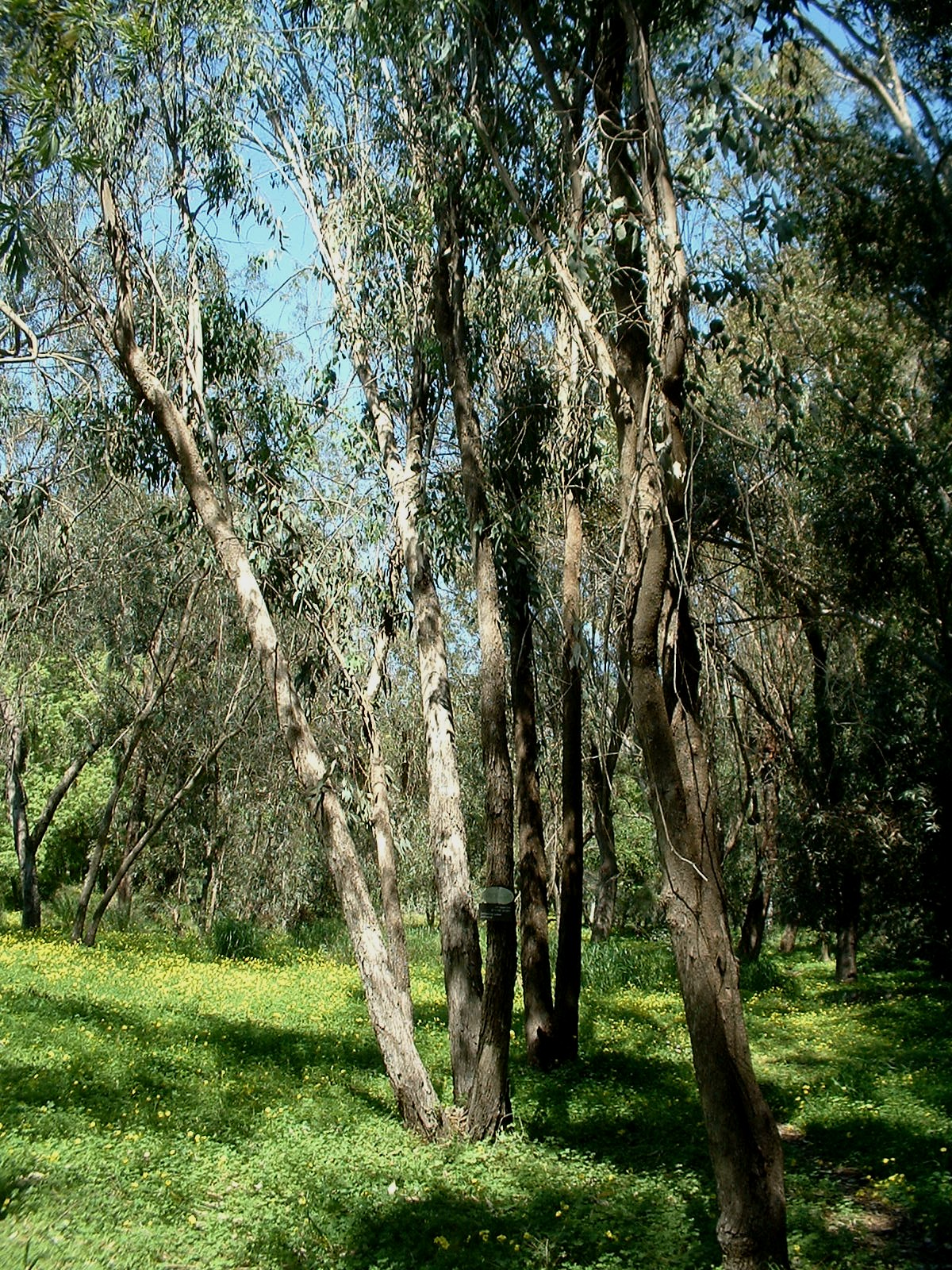
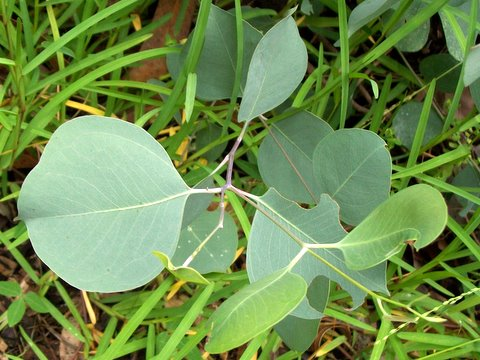
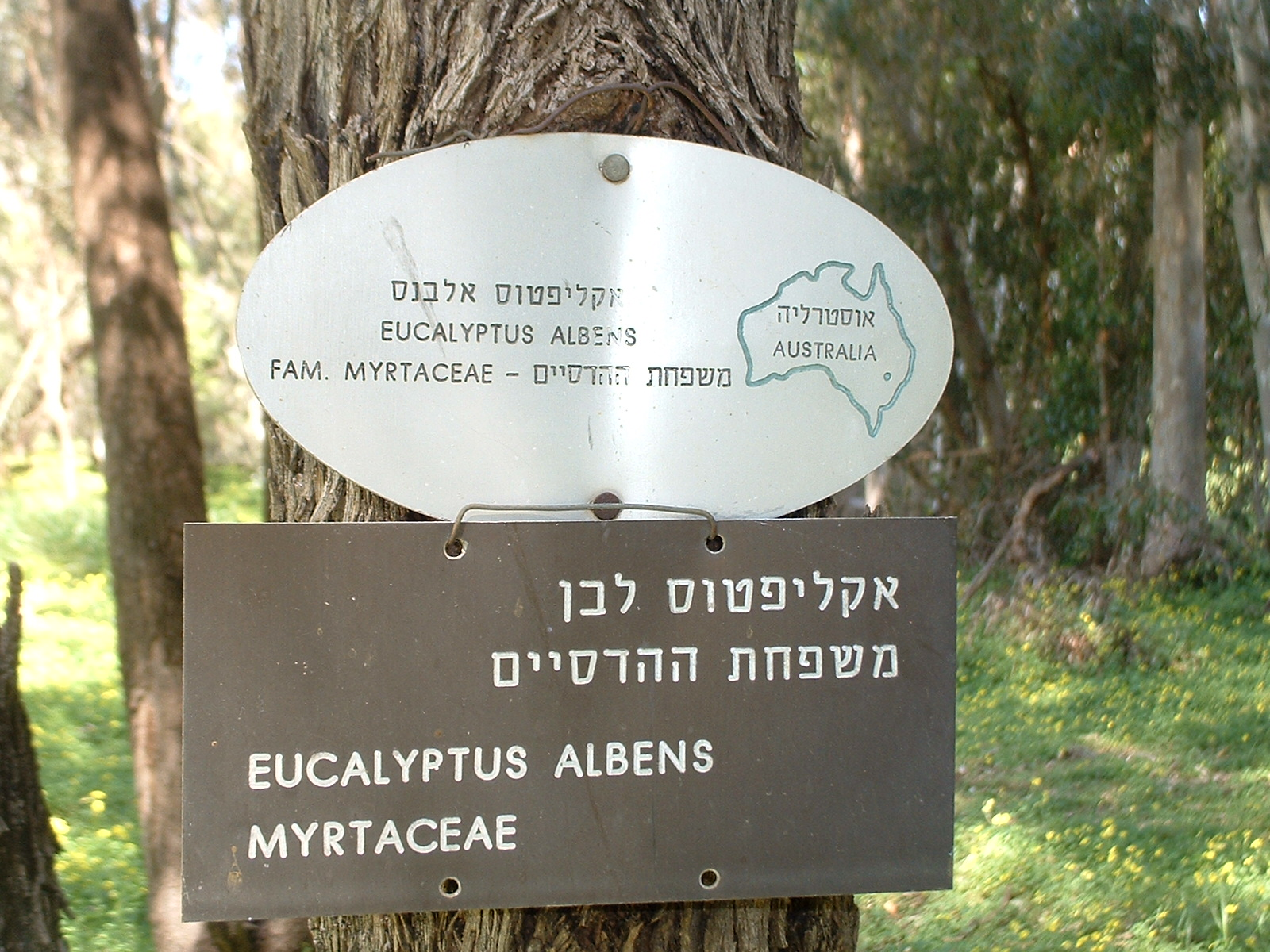
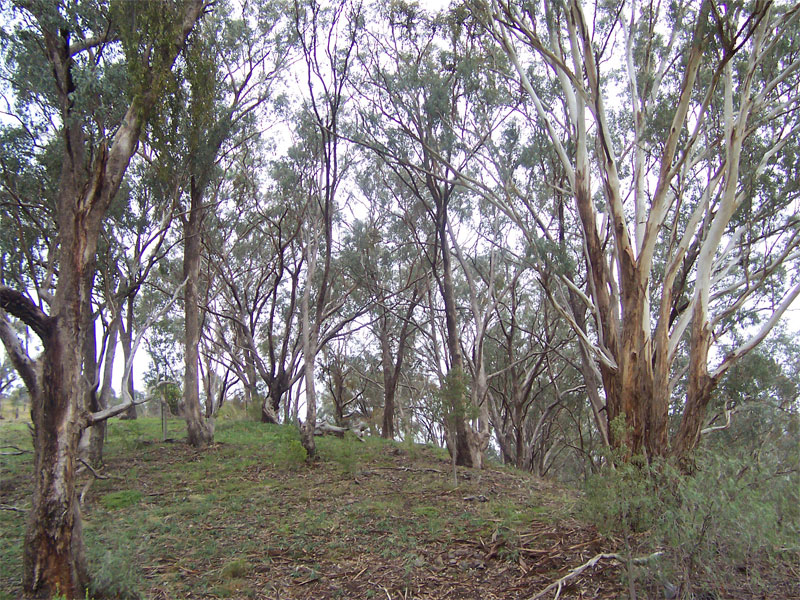
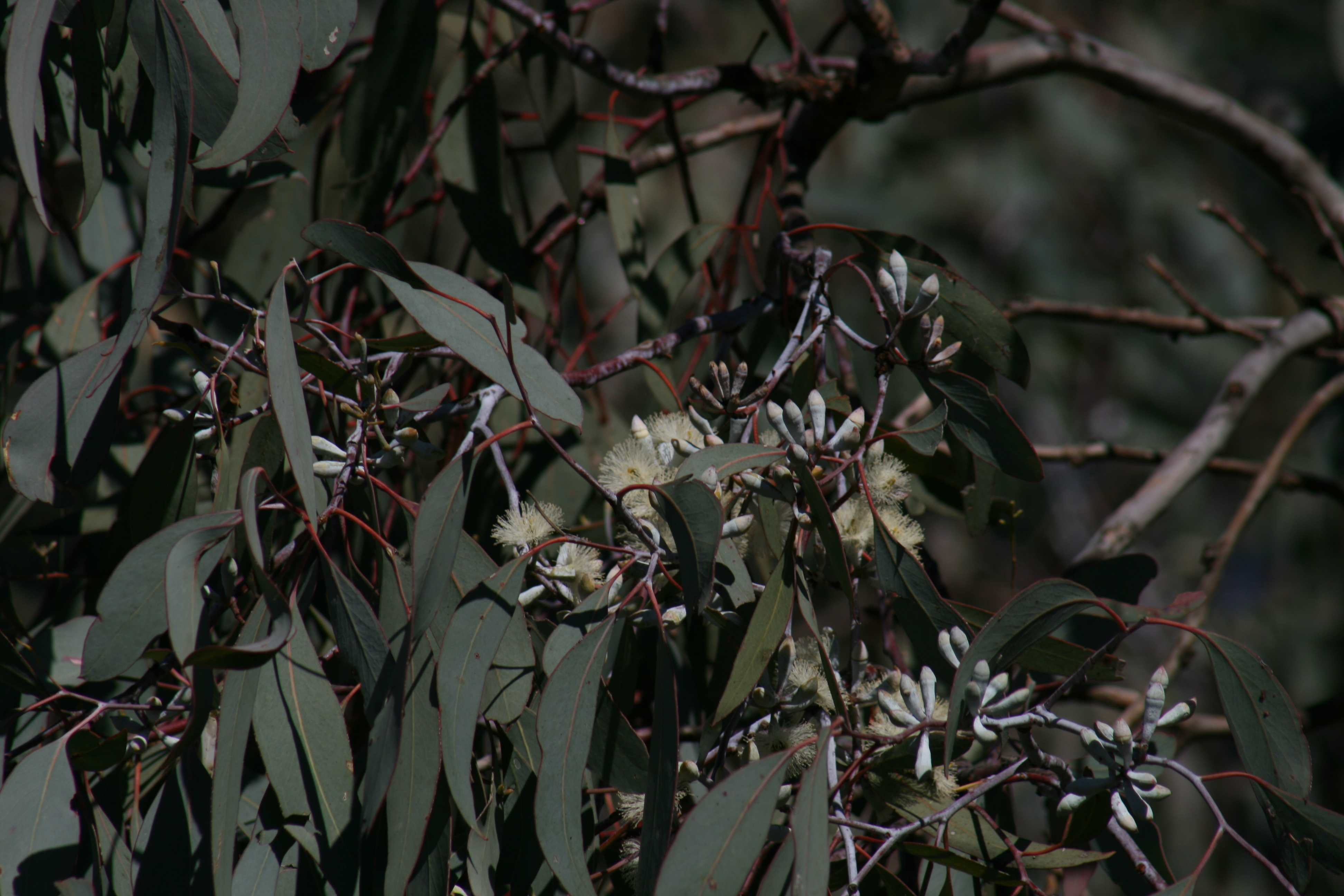
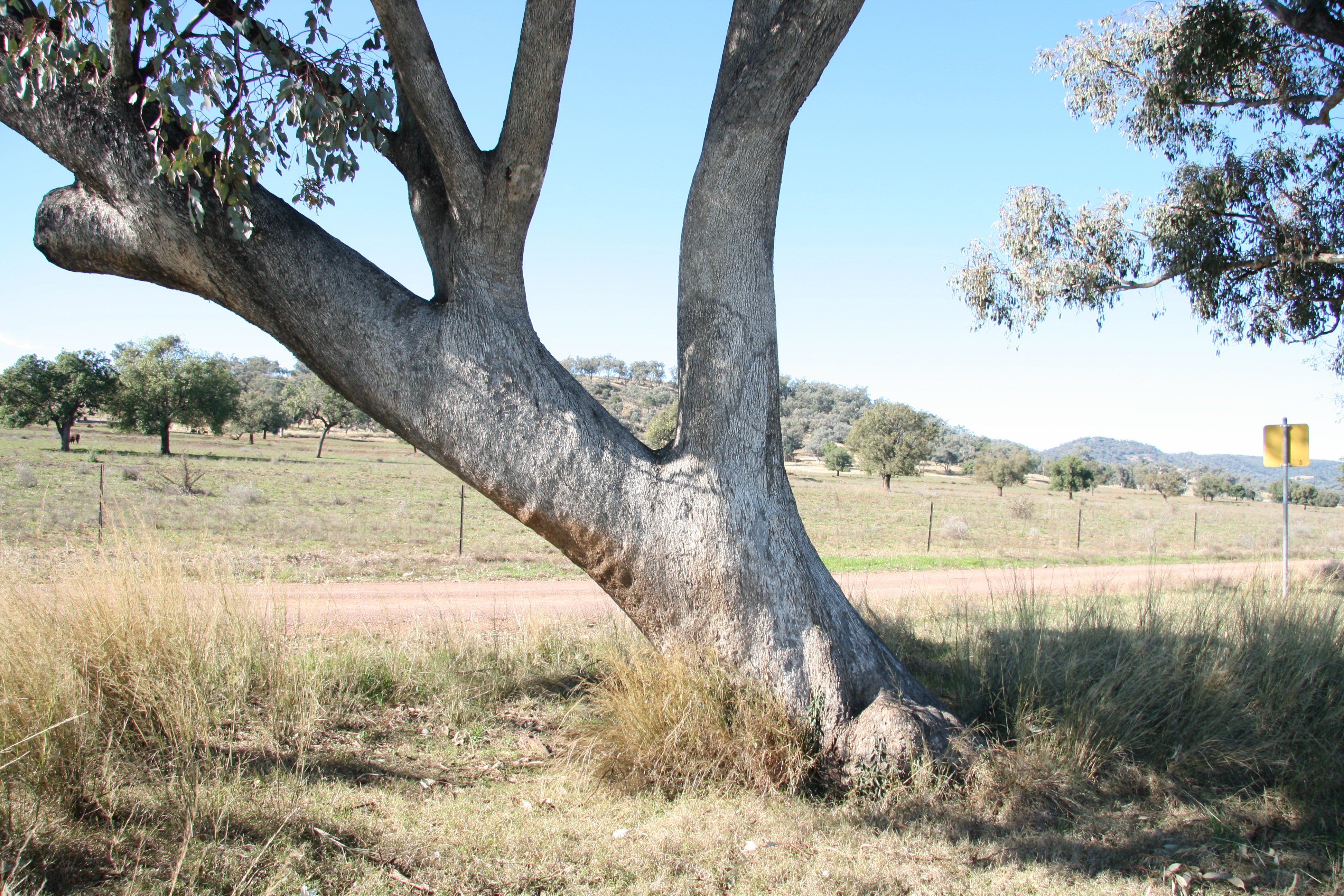